# Coosa County
Coosa County je okres ve státě Alabama ve Spojených státech amerických. K roku 2010 zde žilo 11 539 obyvatel. Správním městem okresu je Rockford. Celková rozloha okresu činí 1 726 km².